# جیمز روسی
جیمز روسی (انگلیسی: James Rossi; ۱۲ آوریل ۱۹۳۶ – ۳ سپتامبر ۲۰۰۵) دوچرخه‌سوار اهل ایالات متحده آمریکا بود. وی در بازی‌های المپیک تابستانی ۱۹۵۶ و ۱۹۶۰ شرکت کرده است.